# Автошлях E471
Автошлях E471 — європейський автошлях у межах України. Бере початок в місті Мукачево та закінчується у Львові. Довжина 210 кілометрів. 
E471 збігається з маршрутом міжнародного автошляху М06 (Київ — Чоп).

## Маршрут автошляху
Шлях проходить через такі міста: Мукачево, Сколе, Стрий, Львів